# حسام حسن
حسام حسن (عربی: حسام حسن حسين؛ زاده ۱۰ اوت ۱۹۶۶) یک بازیکن فوتبال اهل مصر است.وی  در ۱۷۶ بازی ملی ۶۸ گل برای تیم ملی فوتبال مصر به ثمر رسانده است.  سرمربی تیم ملی فوتبال مصر است.